# Александрув (Козеницький повіт)
Александрув (пол. Aleksandrów) — село в Польщі, у гміні Маґнушев Козеницького повіту Мазовецького воєводства.
Населення — 141 особа (2011).
У 1975-1998 роках село належало до Радомського воєводства.

## Демографія
Демографічна структура станом на 31 березня 2011 року:
|          | Загалом | Допрацездатний вік | Працездатний вік | Постпрацездатний вік |
| -------- | ------- | ------------------ | ---------------- | -------------------- |
| Чоловіки | 78      | 25                 | 47               | 6                    |
| Жінки    | 63      | 14                 | 34               | 15                   |
| Разом    | 141     | 39                 | 81               | 21                   |